# Балыки (Ярцевский район)
Балыки — деревня в Ярцевском районе Смоленской области России. Входит в состав Капыревщинского сельского поселения. Население — 4 жителя (2007 год). 
Расположена в северной части области в 27 км к северо-востоку от Ярцева, в 23 км севернее автодороги М1 «Беларусь». В 25 км южнее деревни расположена железнодорожная станция Свищёво на линии Москва — Минск. 

## История
В годы Великой Отечественной войны деревня была оккупирована гитлеровскими войсками в июле 1941 года, освобождена в сентябре 1943 года.